# Готфрид, Иоганн Даниэль
Иоганн Даниэль Готфрид (нем. Johannes Daniel Gottfriedt, латыш. Johans Dāniels Gotfrīds; 7 ноября 1768, Демниц — 14 июня 1831, Рига) — лифляндский прибалтийско-немецкий архитектор.

## Биография
Иоганн Даниэль Готфрид родился 7 ноября 1768 года в Демнице, что на северо-востоке Пруссии. В 1799 году (по другим сведениям в 1789, на десять лет раньше) переехал из Гамбурга на постоянное место жительства в Ригу.
Работал помощником у городского строительного мастера Кристофа Хаберланда, в 1805 году стал рижским бюргером, членом и старейшиной Малой гильдии (соответственно в 1806 и 1818 годах). За проявленное усердие в работе, по личному распоряжению императора Александра I, был награждён золотой медалью (1818).

## Творчество
Иоганн Даниэль Готфрид принимал деятельное участие, совместно с другими городскими архитекторами, в реализации рижской части, общего для всех крупных городов Российской Империи первой четверти XIX века, плана строительства и реконструкции зданий.
На долю мастера пришлось около сорока построенных и переоборудованных каменных и деревянных домов, общественных и промышленных зданий, ему принадлежит архитектурное решение двух городских монументов: Колонны Победы и Александровских ворот.
Руководил он также строительными работами при возведении здания коммерческого банка на улице Аудею (1819—1921), Арсенала (1828—1931) и Белого зала в северной пристройке Рижского замка (1818).
|                                                          |  |         |  |                                        |
| Здание бывшего Коммерческого банка (д. 5 на улице Аудею) |  | Арсенал |  | Александровские ворота в саду Виестура |